# 登封桥

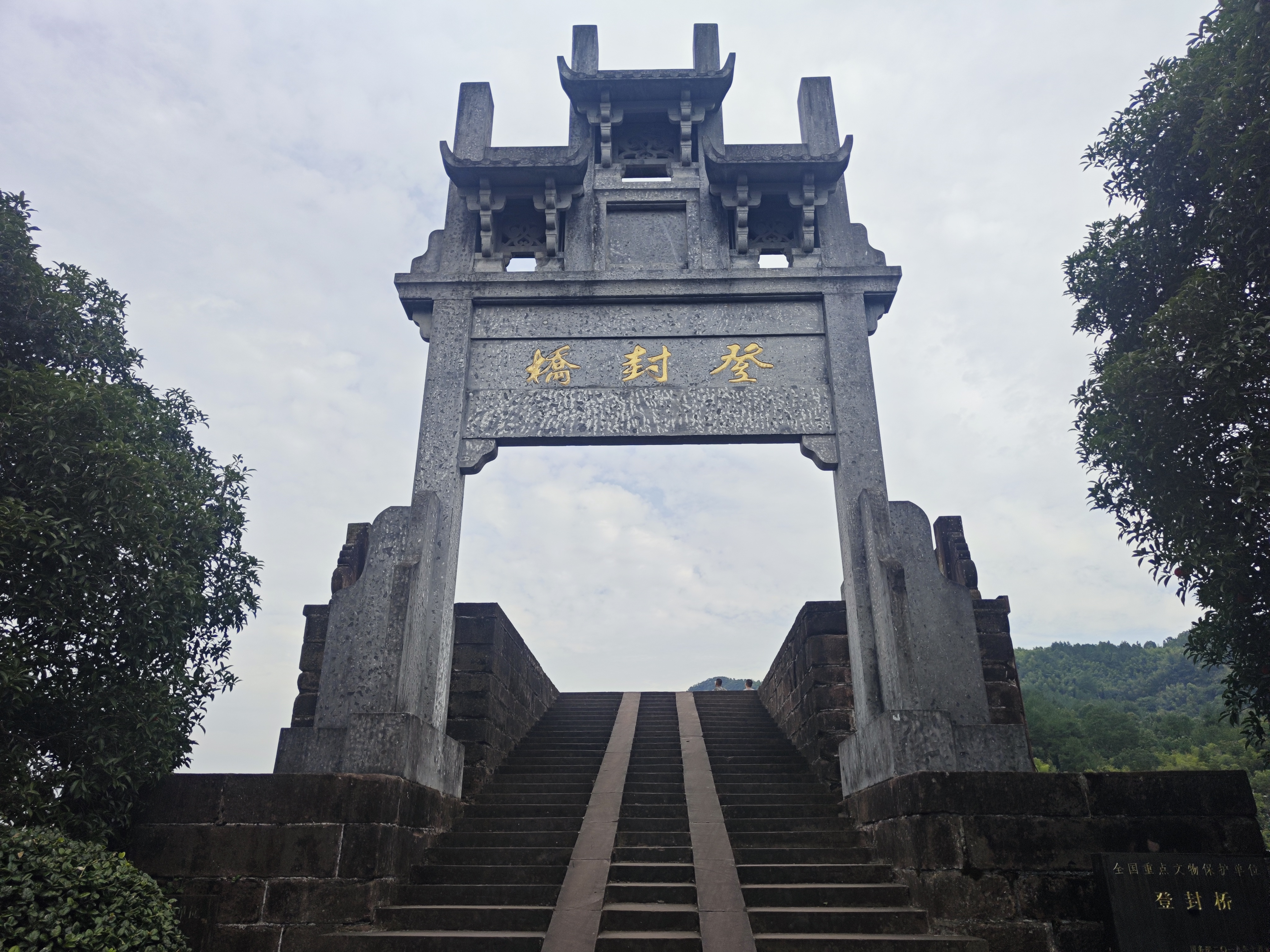
登封桥桥面之北，立有石牌，摄于2025年8月

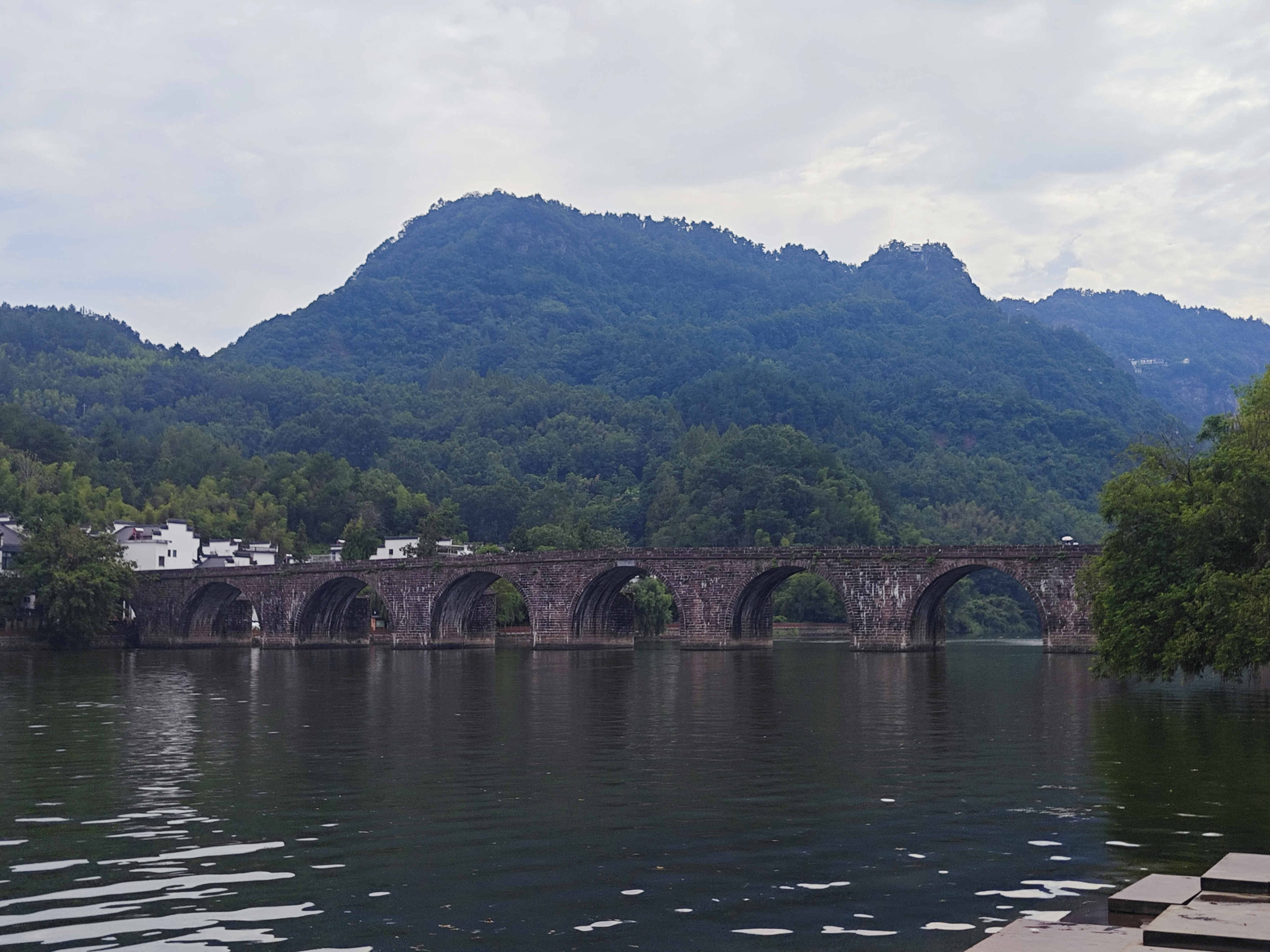
登封桥之东，背景为齐云山，摄于2025年8月

登封桥是位于中国安徽省黄山市休宁县齐云山镇齐云山北麓、横江之上的一座纵列式法券大型联拱石拱桥，为步行登山的必经之地，明万历十五年（1587）由徽州知府古之贤倡建，桥成适逢古之贤升迁，民感其德，祝其步步登高，故名登封桥。后屡毁屡修，今桥为清乾隆五十六年（1791）重修。
桥长148米（其中两端引桥各长18米）、高12米、宽8米，九孔十墩，采用青石砌筑，两侧立有0.9米高的石栏。南北两端建有二柱冲天式石牌坊各一，上书桥名，其中南坊尚为原物，北坊为近年重建，桥上昔有亭、庙，今已毁，此外在北端存有清代乾隆年间徽州府正堂峻示禁碑一块，全文为“严禁推车晒打，毋许煨曝秽污，栏石不许磨刀，桥脚禁止戮鱼，倘敢故违有犯，定行拿究不饶”。